# The Judgment of Solomon
The Judgment of Solomon (o Solomon's Judgment) è un cortometraggio muto del 1909 diretto da J. Stuart Blackton.

## Produzione
Il film fu prodotto dalla Vitagraph Company of America.

## Distribuzione
Distribuito dalla Vitagraph Company of America, il film - un cortometraggio di 121 metri - uscì nelle sale cinematografiche statunitensi il 22 maggio 1909. Nelle proiezioni, veniva programmato con il sistema dello split reel, accorpato in un'unica bobina con un altro cortometraggio prodotto dalla Vitagraph, Jephtah's Daughter: A Biblical Tragedy.